# Rattle That Lock
Rattle That Lock (englisch für „Rüttel am Schloss“) ist das vierte Soloalbum des britischen Musikers David Gilmour, dem Gitarristen und Sänger der Rockband Pink Floyd. Es wurde weltweit am 18. September 2015 veröffentlicht.

## Hintergrund
Schon vor Ankündigung des Albums The Endless River von Pink Floyd im Juli 2014 war durchgesickert, dass es ein weiteres Soloalbum von David Gilmour geben wird. Die von David Crosby und Graham Nash selbst im November 2013 angekündigten Gastbeiträge wurden in den Medien später zeitweilig dem Pink-Floyd-Album zugeordnet. Aufnahmen für beide Alben fanden zum Teil parallel statt, beteiligte Musiker sowie auch das Produktionsteam überschneiden sich weitgehend. Dadurch war es möglich, die Produktion von The Endless River sehr lange vor der Öffentlichkeit zu verbergen.
Titel und Inhalt des Albums wurden erstmals am 6. Juni 2015 näher erläutert, als David Gilmour und seine Frau Polly Samson auf dem Borris House Festival of Writing and Ideas in Irland auftraten. Samson verglich das dem Album unterliegende Thema mit der lateinischen Phrase carpe diem. In diesem Zusammenhang sei auch der Titel des Albums zu verstehen. Bei einem späteren Termin fügte Samson noch hinzu, dass sie sich beim Schreiben einzelner Songtexte von Paradise Lost habe inspirieren lassen.
In einem Video zu Rattle That Lock erklärt Gilmour, wie er auf die Melodie des Songs gekommen ist: Bei Ansagen auf französischen Bahnhöfen wird ein kurzer Jingle eingespielt (SNCF-Jingle, komponiert von Michaël Boumendil), der aus einer kleinen Tonfolge besteht. Diese Tonfolge fand Gilmour so interessant, dass er es mit seinem iPhone auf dem Bahnhof von Aix-en-Provence aufnahm und als Grundlage für das Stück verwendete.

## Besetzung
- David Gilmour: Gitarre, Gesang, Bass, Keyboards
- Polly Samson: Gesang (9), Texte
- Michaël Boumendil: Komponist des SNCF-Jingles (2)
- David Crosby: Gesang (4)
- Danny Cummings: Percussion (3, 4, 5, 7, 10)
- Steve DiStanislao: Schlagzeug (2, 3, 5, 7, 9), Gesang (2)
- Roger Eno: Piano (4, 7)
- Martin France: Schlagzeug (8)
- Gabriel Gilmour: Piano (6)
- Jools Holland: Piano (8)
- Damon Iddins: Akkordeon (3)
- Rado Klose: Gitarre (8)
- Chris Laurence: Kontrabass (8)
- The Liberty Choir: Gesang (2)
- Phil Manzanera: Keyboards (2, 3, 6), Gitarre (3, 9)
- Louise Marshall: Gesang (2, 9)
- Graham Nash: Gesang (4)
- Andy Newmark: Schlagzeug (5, 6, 10)
- Eira Owen: Flügelhorn (3)
- Mica Paris: Gesang (2, 9)
- John Parricelli: Gitarre (8)
- Guy Pratt: Bass (2, 9)
- Zbigniew Preisner: Orchestrierung (1, 3, 5, 6, 9, 10)
- Yaron Stavi: Kontrabass (2, 4, 5)
- Colin Stetson: Saxofon (8)
- Robert Wyatt: Kornett (8)

Die Stimme von Richard Wright ist als Sample im vierten Titel des Albums zu hören.

## Titelliste
Drei Titel des neuen Albums hatte Gilmour auf einem Konzert am 6. Juni 2015 in Ausschnitten dem anwesenden Publikum vorgestellt, wo er auch den Titel des Albums verriet. Am 16. Juli wurden alle Titel sowie das Cover des Albums bekanntgegeben.
1. 5 A.M.
2. Rattle That Lock
3. Faces of Stone
4. A Boat Lies Waiting
5. Dancing Right in Front of Me
6. In Any Tongue
7. Beauty
8. The Girl in the Yellow Dress
9. Today
10. And Then …

Das Album erschien in den Formaten CD und LP sowie in zwei Versionen mit Bonusmaterial auf DVD bzw. Blu-ray.

## Tour
Zur Promotion des Albums gab es zunächst zehn Termine in Europa, die allesamt schnell ausverkauft waren. Die Tour wurde im Dezember in Südamerika und im Frühjahr 2016 in Nordamerika fortgesetzt. Im Sommer 2016 spielte David Gilmour weitere 27 Konzerte in Europa, bevor er die Tour Ende September mit fünf Konzerten in der Royal Albert Hall in London abschloss.
| Europa             |                   |             |                      |
| 12. September 2015 | Pula              | Kroatien    | Amphitheater Pula    |
| 14. September 2015 | Verona            | Italien     | Arena von Verona     |
| 15. September 2015 | Florenz           | Italien     | Teatro Le Mulina     |
| 17. September 2015 | Orange (Vaucluse) | Frankreich  | Théâtre Antique      |
| 19. September 2015 | Oberhausen        | Deutschland | König-Pilsener-Arena |
| 23. September 2015 | London            | England     | Royal Albert Hall    |
| 24. September 2015 | London            | England     | Royal Albert Hall    |
| 25. September 2015 | London            | England     | Royal Albert Hall    |
| 2. Oktober 2015    | London            | England     | Royal Albert Hall    |
| 3. Oktober 2015    | London            | England     | Royal Albert Hall    |

## Auszeichnungen für Musikverkäufe
| Land/Region                  | Auszeichnungen für Musikverkäufe (Land/Region, Auszeichnung, Verkäufe) | Verkäufe |
| ---------------------------- | ---------------------------------------------------------------------- | -------- |
| Deutschland (BVMI)           | Gold                                                                   | 100.000  |
| Frankreich (SNEP)            | Gold                                                                   | 50.000   |
| Italien (FIMI)               | Platin                                                                 | 50.000   |
| Kanada (MC)                  | Gold                                                                   | 40.000   |
| Polen (ZPAV)                 | Gold                                                                   | 10.000   |
| Schweiz (IFPI)               | Gold                                                                   | 10.000   |
| Vereinigte Staaten (RIAA)    | —                                                                      | 70.000   |
| Vereinigtes Königreich (BPI) | Gold                                                                   | 100.000  |
| Insgesamt                    | 6× Gold · 1× Platin ·                                                  | 430.000  |